# Jean-Frédéric Yvendorff
Jean Fréderic Yvendorff, né le 19 octobre 1751 à Hambourg (Allemagne), mort le 10 novembre 1816 à Avignon (Vaucluse), est un général français de la Révolution et de l’Empire.

## États de service
Il entre en service le 10 janvier 1770, comme sous-lieutenant dans les carabiniers à cheval d’élite faisant partie des milices de la partie sud de Saint-Domingue, et le 15 mars 1778, il passe comme sous-lieutenant breveté dans le bataillon d’infanterie de la milice coloniale du sud de Saint-Domingue. Il fait les campagnes dans cette colonie de 1778 à 1782, et il est nommé lieutenant le 1er février 1780.
En novembre 1790 il s’embarque pour la France, et le 7 septembre 1792 il reprend du service en tant que volontaire national à cheval. Le 23 octobre 1792, il obtient son brevet de capitaine au 24e régiment de cavalerie.
Affecté à l’armée du Nord en 1793, il devient chef d’escadron le 21 mars 1794 et jusqu’en 1796 il sert dans les armées des côtes de Cherbourg et des côtes de l’Océan. En 1799 il rejoint l’armée du Danube, et il est nommé chef de brigade le 3 septembre 1799 au 2e régiment de cavalerie. C’est à la tête de ce corps qu’il se rend à l’armée d’Italie, avec laquelle il fait les campagnes de 1799 et de 1800, et qu'il est blessé d’un coup de feu le 8 juin 1800, au passage du fort de Plaisance.
En 1801 il est de retour en France, et il va tenir garnison dans la 7e division militaire, puis en 1803, dans la 14e division militaire à Caen. Il est fait chevalier de la Légion d’honneur le 11 décembre 1803, et officier de l’ordre le 14 juin 1804. De 1805 à 1807, il participe aux campagnes d’Autriche, de Prusse et de Pologne, avec la 1re division de grosse cavalerie de la réserve de la Grande Armée. 
Sa conduite le 2 décembre 1805 à la bataille d’Austerlitz, où il est blessé d’un coup de feu, attire l’attention de l’Empereur, qui le nomme général de brigade le 24 décembre 1805. Le 26 décembre 1806 il prend le commandement de Spandau, et il est créé baron de l’Empire le 29 juin 1808. Le 21 novembre 1808, il prend le commandement du département du Vaucluse, et il est admis à la retraite le 6 août 1811.
Il est rappelé à l’activité le 19 décembre 1811, comme commandant d’armes de la place de Hambourg, et le 25 avril 1813, il est réadmis à la retraite. 
Lors de la première Restauration, il est fait chevalier de Saint-Louis par le roi Louis XVIII. 
Au retour de Napoléon, il est remis en activité le 14 juin 1815 à l’inspection de la cavalerie, et le 6 août suivant il est confirmé dans ses fonctions par le maréchal duc de Tarente, en qualité d’adjoint à l’inspecteur général de la cavalerie le général de Frégeville.
Il meurt le 10 novembre 1816 à Avignon.

## Dotation
- Le 17 mars 1808, donataire d’une rente de 4 000 francs en Westphalie.

## Armoiries
| Figure | Nom du baron et blasonnement |
| ------ | --- |
|        | Armes du baron Jean Fréderic Yvendorff et de l'Empire, décret du 19 mars 1808, lettres patentes du 29 juin 1808, officier de la Légion d'honneur D'azur au cheval ailé et cabré d'argent accompagné à dextre et à sénestre de deux molettes d'or, et surmonté d’un soleil aussi d'or issant de l'angle dextre, au franc quartier des barons militaires - Livrées : les couleurs de l'écu. |

## Sources
- (en) « Generals Who Served in the French Army during the Period 1789 - 1814: Eberle to Exelmans »
- Thierry Pouliquen, « Les généraux français et étrangers ayant servis [sic] dans la Grande Armée » (consulté le 11 mai 2015)
- « La noblesse d’Empire » (consulté le 11 mai 2015)
- « Cote LH/2764/100 », base Léonore, ministère français de la Culture
- A. Lievyns, Jean Maurice Verdot, Pierre Bégat, Fastes de la Légion-d'honneur, biographie de tous les décorés accompagnée de l'histoire législative et réglementaire de l'ordre, Tome 4, Bureau de l’administration, 1844, 640 p. (lire en ligne), p. 111.
- Vicomte Révérend, Armorial du premier empire, tome 4, Honoré Champion, libraire, Paris, 1897, p. 407.
- (pl) « Napoléon.org.pl »
- Arthur Chuquet, Ordres et apostilles de Napoléon (1799-1815), paris, librairie ancienne Honoré Champion, 1911, p. 239-333
- Pierre François Giraud, Joseph Michaud et Henri Louis de Moret, Biographie moderne, ou Dictionnaire biographique, de tous les hommes morts et vivants qui ont marqué à la fin du 18e siècle, tome 4, Leipzig, Paul Besson, 1807, 1294 p. (lire en ligne), p. 515.